# Estación de Nerva
Nerva fue una estación de ferrocarril situada en el municipio español de Nerva, en la provincia de Huelva, región autónoma de Andalucía. Las instalaciones, que históricamente formaban parte de uno de los ramales del ferrocarril minero de Riotinto, estuvieron operativas entre 1904 y 1968.

## Historia
En 1901 el Estado autorizó la concesión a la Rio Tinto Company Limited (RTC) para la construcción de un trazado que enlazase la vía general del ferrocarril de Riotinto con diversas poblaciones mineras de la zona, entre ellas Nerva. La estación fue inaugurada en 1904 y formaba parte del ramal que iba desde Nerva hasta el nudo ferroviario de Río Tinto-Estación. Las instalaciones dejaron de prestar servicio tras la clausura al tráfico de los ramales, el 31 de enero de 1968, quedando abandonadas. La Fundación Río Tinto rehabilitó el complejo entre 1993 y 1994, si bien la histórica estación no pudo incorporarse al trazado del tren turístico minero debido a que la vía había quedado cortada por la construcción de una carretera comarcal sobre el antiguo trazado. 
Desde su rehabilitación la antigua estación de ferrocarril ha servido como albergue juvenil y, desde 2018, como hotel-restaurante.

## La estación
El edificio principal dispone de dos plantas, con el cuerpo central sobresaliente respecto del resto del edificio. En la construcción se emplearon materiales como ladrillo, piedra y cemento La planta del edificio es rectangular y tiene unas dimensiones de 12 metros de largo por 6 metros de ancho. La tipología constructiva está basada en elementos industrialistas y británicos, como son la sucesión de huecos verticales, las marquesinas o la zona de tránsito de viajeros —con una cubierta a dos aguas con estructura a base de cerchas metálicas—. Desde 2005 el edificio está inscrito como bien inmueble en el Catálogo General del Patrimonio Histórico Andaluz.